# Hydriastele manusii
Hydriastele manusii là loài thực vật có hoa thuộc họ Arecaceae. Loài này được (Essig) W.J.Baker & Loo mô tả khoa học đầu tiên năm 2004.